# Henrique, Duque de Vilhena
Henrique de Trastâmara (1400 - 15 de junho de 1445) foi infante de Aragão, conde de Alburquerque, duque de Vilhena e grão-mestre da Ordem de Santiago.

## Biografia
Era o terceiro filho homem do então infante Fernando de Castela, futuro rei de Aragão depois do Compromisso de Caspe, com o nome de Fernando I, e de Leonor Urraca de Castela, condessa de Alburquerque. Apesar disso, e graças às possessões de sua família seu principal campo de ação esteve em Castela, onde, segundo os planos de seu pai, devia ser a cabeça visível da família, uma vez que seu irmão mais velho, Afonso, herdaria o trono de Aragão, e o segundo irmão, João, acabaria como rei de Navarra com o nome de João II.
Segundo as disposições de seu pai, Henrique entrou muito jovem na corte castelhana, colaborando com seu primo, o rei João II de Castela, em cujo Conselho Real tinha um posto assegurado em testamento por seu tio, Henrique III. Nesse ínterim, em 1409, com a morte de Lourenço Soares de Figueiroa, mestre da Ordem de Santiago, seu pai conseguiu, apesar dos avisos da rainha-mãe Catarina de Lancastre, que os frades aceitassem o pequeno Henrique como sucessor, mesmo sendo ainda criança.
Em 1418, com a morte da rainha-mãe Catarina, ele e seu irmão João se tornaram regentes de Castela até o rei João II ser declarado de maior idade, em 7 de março de 1419. Todavia, sua ambição e a convicção de que a debilidade de seu primo para o cargo era insuperável fizeram-no aspirar a tomar controle quase completo de Castela.
Em 7 de julho de 1420, contando com o apoio de nobres poderosos, como o bispo de Segóvia, João de Tordesilhas; o condestável de Castela, Rui Lopes Dávalos; e o senhor de Hita e Buitrago, Inácio Lopes de Mendonça, estando a corte em Tordesilhas, Henrique fez aparentar que deixava a vila com seu séquito armado. Contudo, ele se dirigiu rapidamente ao palácio real, onde aliados seus abriram-lhe as portas e entregaram-lhe a possessão. Prendeu os nobres que se lhe opuseram e não hesitou em invadir a câmara real para informá-lo da nova situação. A partir daquele momento, o poder efetivo do reino caiu nas mãos de Henrique e de seus irmãos, os infantes de Aragão, que tomaram a "custódia" efetiva sobre o rei.
Dias depois, em 12 de julho, na Torre de Alamin, em Guadalajara, Henrique casou com sua prima, a infanta Catarina de Castela, irmã do rei. Alguns dias depois, João foi obrigado a casar com sua prima Maria de Aragão e a dar a Henrique o título de duque de Villena. Tais casamentos aumentaram o poder de Henrique, tanto que o rei passou a temer por seu trono, indo buscar ajuda a um cortesão menor, Álvaro de Luna, com quem fugiu, numa noite de dezembro de 1420, de Talavera até o castelo de Montalbán, onde se fortaleceram.
Henrique e seus aliados fizeram cerco ao castelo, exigindo a entrega do rei, a quem consideravam sequestrado por Álvaro de Luna. Contudo, com o passar dos dias, com a perda de apoio, Henrique foi obrigado a levantar o cerco e a fugir. Em junho de 1422, acusado de traição, Henrique foi preso no Alcácer de Madri, onde passou dois anos, sendo então transferido para o castelo de Mora. Catarina fugira com o condestável Dávalos para Aragão.
Graças à pressão diplomática exercida por seu irmão, Afonso V de Aragão, Henrique foi libertado, marchando para o exílio. Mais tarde, quando Álvaro de Luna enfrentava uma crise na corte, em 1427, Henrique e sua esposa retornaram a Castela para reclamar a herança que correspondia a Catarina do seu falecido pai, Henrique III. Foi então que João II lhe doou Trujillo, Alcaraz e Andújar, e, em março de 1428, mais doze aldeias: Aranzueque, Armuña de Tajuña, Fuentelviejo, Retuerta, Pioz, El Pozo de Guadalajara, Yélamos de Arriba, Yélamos de Abajo, Balconete, Yunquera, Serracines e Daganzo; que a tal fim desgarrou o rei de sua vila de Guadalajara.
Em 1429, seus irmãos Afonso V de Aragão e João II de Navarra declararam guerra a Castela e seus exércitos unidos invadiram até Jadraque. Sem chegar a travar batalha, eles se retiraram em poucos dias, graças à intervenção de sua irmã, a rainha Maria. Em julho do ano seguinte, foram firmadas as Tréguas de Majano entre João II e Afonso V. Os termos favoráveis a Castela definiram que os infantes de Aragão não mais poderiam viver em Castela e que estes teriam seus títulos e possessões no reino confiscados.
Assim, Henrique teve que deixar Castela novamente e foi para Nápoles, onde residia Afonso V e ali se viu envolvido na jornada de Ponza, em agosto de 1435. Capturado em batalha, ficou preso com seus irmãos Afonso e João no castelo de São Vicente de Nápoles até janeiro de 1436, graças à influência de Francisco Sforza, o duque de Milão. Em 13 de janeiro, Afonso V lhe deu o título de conde de Ampúrias, para compensá-lo pela perda de seus territórios em Castela.
Depois de sua última volta a Castela devido à sublevação nobiliária de 1438, participou ativamente nas lutas políticas, chegando novamente ao combate armado com o rei. Dois anos depois, Castela foi novamente invadida pelos reis de Aragão e Navarra, e Henrique participou ativamente da Primeira Batalha de Olmedo, em 19 de maio de 1445. Ali, foi ferido na mão esquerda. Esta ferida se infectou e Henrique veio a falecer algumas semanas depois, em Calatayud, na província de Saragoça. Seu corpo foi sepultado primeiramente no Convento de São Pedro Mártir, em Calatayud, e posteriormente transferido para o mosteiro de Poblet, em Tarragona.

### Casamentos e descendência
Henrique casou primeiramente com sua prima, a infanta Catarina de Castela, em 12 de julho de 1420. Ela morreu dezenove anos depois, em 19 de outubro de 1439, após sofrer um aborto.
Em 7 de abril de 1443, em Medina del Campo, casou pela segunda vez com Beatriz Pimentel, filha de Rodrigo Afonso Pimentel, conde de Benavente. Dessa união, nasceu um filho, que não chegou a conhecer:
- Henrique (Calatayud, 11 de novembro de 1445 - 2 de julho de 1522).